# Rocco e le sorelle
Rocco e le sorelle è un film del 1961, diretto da Giorgio Simonelli.

## Trama
Durante un viaggio per Milano, Rocco insieme alle quattro sorelle viene fermato a Roma per aver smarrito il biglietto; inoltre viene rinchiuso perché scambiato per un attentatore politico.
Intanto le sorelle trovano lavoro in un'osteria e si trovano dei fidanzati.
Quando Rocco esce di prigione s'infuria con le sorelle per la loro impudenza e, alla fine, sarà  costretto a terminare il viaggio da solo.